# Кубът на страха нула
„Кубът на страха нула“ (на английски: Cube Zero) е канадски трилър, научнофантастичен филм от 2004 г., на режисьора Ерни Барбараш. Премиерата на филма е на 15 октомври 2004 г. Предистория на Кубът на страха.

## Сюжет
Внимание:  Текстът по-долу разкрива сюжета на произведението (или части от него)!
Ерик Уин и Дод са техници, наблюдаващи затворниците. Ерик решава да помогне на Касандра Рейнс, като рискува работата и дори живота си.

## Актьорски състав
| Актьор        | Роля           |
| ------------- | -------------- |
| Захари Бенет  | Ерик Уин       |
| Стефани Мур   | Касандра Рейнс |
| Дейвид Хабенд | Дод            |
| Майкъл Рили   | Джакс          |
| Джошуа Пис    | Фин            |
| Майк Нахрганг | Мейерхолд      |
| Томи Манч     | Оуен           |

## Награди
| Награда | Категория             | Номиниран(и) | Резултат  |
| ------- | --------------------- | ------------ | --------- |
| Сатурн  | Най-добро издание DVD |              | номинация |